# Palemonas

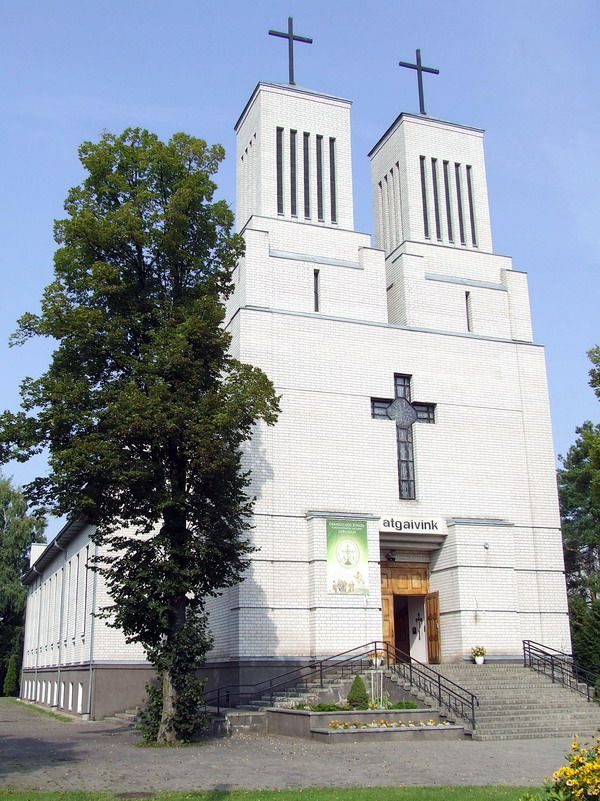
Katholische Kirche

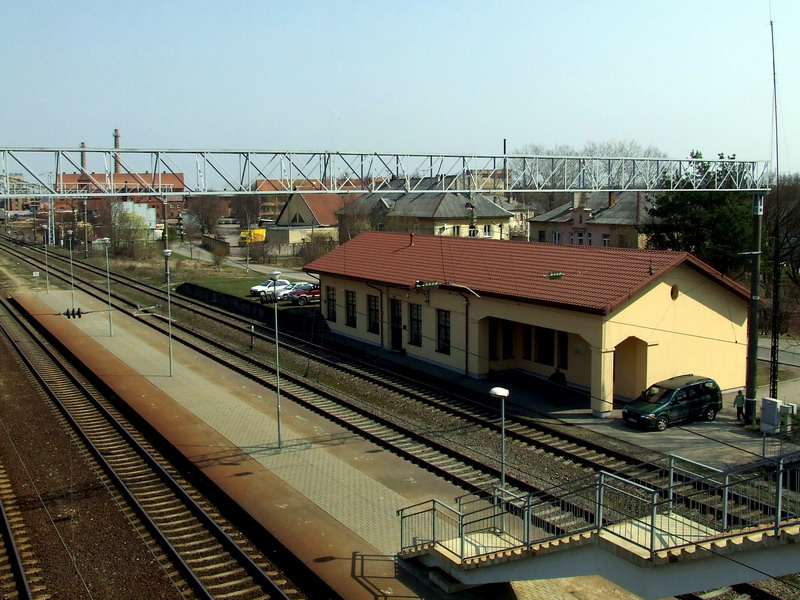
Bahnhof

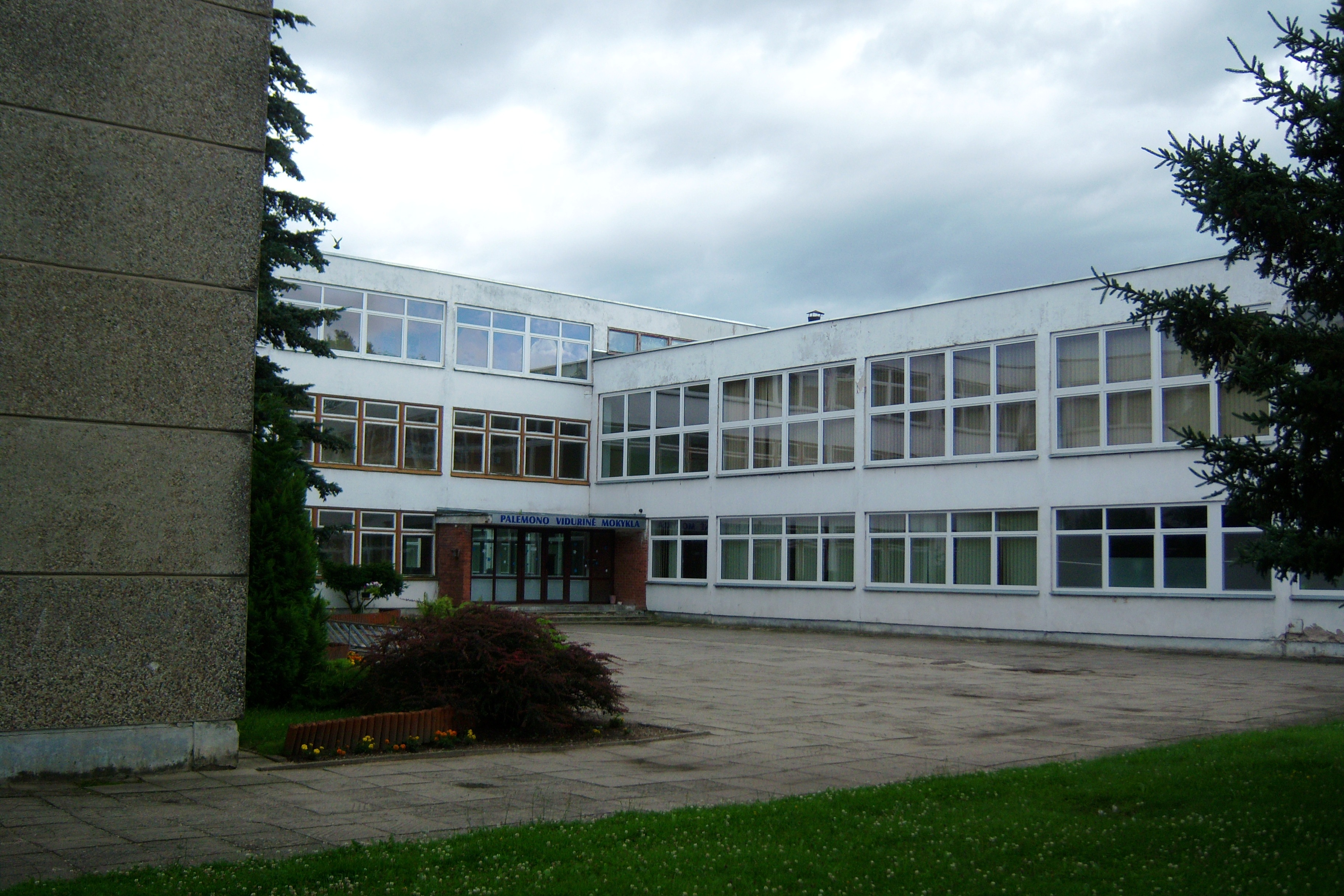
Gymnasium

Palemonas ist ein Stadtteil der zweitgrößten litauischen Stadt Kaunas, im Amtsbezirk Petrašiūnai. Es liegt am nordöstlichen Stadtrand, in der Nähe der Autobahn A1 Vilnius-Kaunas-Klaipėda (Magistralinis kelias A1) und  beim Stausee Kauno marios. Es gibt den Bahnhof Palemonas (Sortierung und Verteilung von Gütern), Intermodales Terminal Kaunas, ein Gymnasium, ein Postamt, katholische  Kirche der Rosenkranzkönigin, das Salomėja-Nėris-Gedenkmuseum (seit 1962), die Bibliothek (seit 1951), das ehemalige Unternehmen „Palemono keramika“.

## Geschichte
Palemonas begann sich 1862 nach dem Bau der Eisenbahnlinie Vilnius-Kaunas am rechten Ufer des Nemunas zu entwickeln. Um 1900 befand sich in diesem Gebiet ein Gutshof von Apnarai. In Palemonas eröffnete die SS ein KZ-Außenlager (Männerlager) von Konzentrationslager Kauen  etwa Ende November bis Dezember 1943. Die Räumung erfolgte am 7. Juli 1944 per Schiff nach Deutschland. 1976 wurde die Sekundarschule Palemonas eingerichtet, jetzt das Gymnasium von Palemonas. 2021 eröffnete man das Containerterminal von Kaunas im Umschlagbahnhof Palemonas.

## Personen
- Salomėja Nėris (1904–1945), sowjetlitauische Dichterin